# Éditions Floraison
Les Éditions Floraison est une maison d'édition en Haïti, créée en 2018.

## Historique
Les Éditions Floraison sont créées en 2018 par un groupe de jeunes Haïtiens venant de divers horizons du pays qui se rencontrent à la capitale (Port-au-Prince). La maison d'édition a déjà publié plusieurs recueils de poèmes qui abordent des thématiques diverses comme la patrie, l'amour, le vivre ensemble, l'identité haïtienne, etc.. Les deux premiers recueils de poèmes publiés sont : Zefele, yon powèm boula de Jean Verdin Jeudi et Vavari de Samuel Clermont, dit Diamant Noir.
Le mardi 12 février 2019, un événement a été organisé par Tanbou literè et les éditions Floraison à la Direction nationale du livre pour la vente-signature de Vavari, recueil de poèmes de Samuel Clermont.
Les Éditions Floraison ont participé à des foires littéraires en Haïti comme Livres en liberté, Marathon du Livre, Festival Pawoli, Festival entènasyonal literati kreyòl, entre autres. Elles ont été invitées à Jeux Dits Pwezi, le jeudi 5 mars 2020, et ont exposé leurs  titres aux lecteurs de Jacmel. Jean Verdin Jeudi, jeune poète, est le directeur administratif de cette maison d’édition qui publie à la fois à compte d’auteur et à compte d’éditeur de diverses catégories d'œuvres.
En décembre 2019, l'un des auteurs[Lequel ?] de cette maison d'édition a été l'invité d'honneur de la 58e édition Livres en Liberté, organisée dans la ville de Petit-Trou-de-Nippes et rencontre des jeunes venant de plusieurs villes du pays. D'autres auteurs de l'édition y ont pris part comme Handgod Abraham, Christopher A. Jasmin, Jean Verdin Jeudi et Samuel Clermont accompagnés de deux autres auteurs, Jacob Jean Jacques et Adlyne Bonhomme.
La publication des cinq meilleurs textes issus d'un concours organisé par l'équipe de Le Temps Littéraire a été annoncée et sera faite aux éditions Floraison.

## Publications
Poésies
- 2018 : Vavari, Samuel Clermont
- 2018 : Zefele, Jean Verdin Jeudi
- 2019 : Ancolie, Christopher A. Jasmin
- 2019 : Mamòte, Billy Doré
- 2019 : Anba dra, Handgod Abraham
- 2019 : Kolye an demon, Frantzley Valbrun
- 2020 : Poème à l'ombre de la mondialisation, Douglas Zamor
- 2020 : Limbes qui tremblent suivi de Adlyne de sel et d'eau, Adelson Elias
- 2020 : À défaut d'une lettre, je t'écris un poème, Jean Verdin Jeudi
- 2020 : Spirale, Carlos Molière.
- 2020 : Bien mal et mo contraire, Carlos Molière.
- 2021: La bouche du poète n'est pas un anus ordinaire, Ar Guens Jean Mary.

Nouvelles
- 2020 : Kri zantray, Edoualda Blaise, Goldo Dieudonné, Mackendy Osnaq Jacquet

## Distinctions
- Décembre 2019, Billy Doré, auteur de Mamòte, invité d'honneur de la 58e édition Livres en liberté[7]